# Nina Stojanović
Nina Stojanović (Belgrado, 30 luglio 1996) è una tennista serba.

## Carriera
Nina ha vinto 11 titoli nel singolare e 26 titoli nel doppio nel circuito ITF in carriera. Nina ha raggiunto la sua migliore posizione nel singolare WTA, nr 81, il 2 marzo 2020, mentre il 17 gennaio 2022 ha raggiunto il miglior piazzamento mondiale nel doppio, nr 37.
Giocando in Fed Cup per la Serbia, ha un record di vittorie-sconfitte di 1-1. Nina ha debuttato nel febbraio 2014 in coppia con Jovana Jakšić nel doppio nel World Group II pareggiando contro il Canada, sconfiggendo Gabriela Dabrowski e Sharon Fichman in set secchi.
Alle Olimpiadi di Tokyo 2020, Stojanović ha rappresentato la Serbia in singolare, in doppio e in doppio misto; nell'evento individuale è uscita di scena al secondo turno contro Maria Sakkari; in doppio, assieme ad Aleksandra Krunić, ha ceduto alle cinesi Xu/Yang all'esordio al termine di un match-tiebreak lottatissimo, perso per [16-18] non sfruttando due match-point. Nel doppio misto, assieme a Novak Đoković, è giunta in semifinale, sconfiggendo Stefani/Melo e Siegemund/Krawietz in due set; nel penultimo atto, vengono sconfitti da Vesnina/Karacev per 6(4)-7 5-7. Nella finalina per il bronzo, i serbi non scendono in campo a causa del ritiro di Đoković, piazzandosi alla fine al quarto posto.

## Statistiche WTA

### Doppio

#### Vittorie (2)
| Legenda               | Legenda      |
| --------------------- | ------------ |
| Grande Slam (0)       |              |
| Ori Olimpici (0)      |              |
| WTA Finals (0)        |              |
| WTA Elite Trophy (0)  |              |
| Dal 2009 al 2020      | Dal 2021     |
| Premier Mandatory (0) | WTA 1000 (0) |
| Premier 5 (0)         | WTA 1000 (0) |
| Premier (0)           | WTA 500 (0)  |
| International (1)     | WTA 250 (1)  |

| N. | Data           | Torneo                | Superficie  | Compagna          | Avversarie in finale               | Punteggio           |
| 1. | 28 luglio 2019 | Baltic Open, Jūrmala  | Terra rossa | Sharon Fichman    | Jeļena Ostapenko Galina Voskoboeva | 2-6, 7-6(1), [10-6] |
| 2. | 21 maggio 2021 | Serbia Open, Belgrado | Terra rossa | Aleksandra Krunić | Greet Minnen Alison Van Uytvanck   | 6-0, 6-2            |

#### Sconfitte (4)
| Legenda               | Legenda      |
| --------------------- | ------------ |
| Grande Slam (0)       |              |
| Argenti Olimpici (0)  |              |
| WTA Finals (0)        |              |
| WTA Elite Trophy (0)  |              |
| Dal 2009 al 2020      | Dal 2021     |
| Premier Mandatory (0) | WTA 1000 (0) |
| Premier 5 (0)         | WTA 1000 (0) |
| Premier (0)           | WTA 500 (0)  |
| International (3)     | WTA 250 (1)  |

| N. | Data            | Torneo                             | Superficie  | Compagna          | Avversarie in finale           | Punteggio           |
| 1. | 5 maggio 2017   | Marocco Open, Rabat                | Terra rossa | Maryna Zanevska   | Tímea Babos Andrea Hlaváčková  | 6-2, 3-6, [5-10]    |
| 2. | 23 luglio 2017  | Ladies Championship Gstaad, Gstaad | Terra rossa | Viktorija Golubic | Kiki Bertens Johanna Larsson   | 6(4)-7, 6-4, [7-10] |
| 3. | 15 ottobre 2017 | Tianjin Open, Tianjin              | Cemento     | Dalila Jakupovič  | Irina-Camelia Begu Sara Errani | 4-6, 3-6            |
| 4. | 18 luglio 2021  | Prague Open, Praga                 | Cemento     | Viktória Kužmová  | Marie Bouzková Lucie Hradecká  | 6(3)-7, 4-6         |

### Doppio misto

#### Sconfitte (0)
| Tornei del Grande Slam  |
| ----------------------- |
| Australian Open (0)     |
| Open di Francia (0)     |
| Torneo di Wimbledon (0) |
| US Open (0)             |
| Argenti Olimpici (0)    |

| N. | Anno           | Torneo                             | Superficie | Compagno      | Avversari in finale       | Punteggio |
|    | 31 luglio 2021 | 4º posto ai Giochi olimpici, Tokyo | Cemento    | Novak Đoković | Ashleigh Barty John Peers | w/o       |

## Circuito WTA 125

### Singolare

#### Vittorie (1)
| N. | Data             | Torneo              | Superficie  | Avversaria in finale | Punteggio     |
| 1. | 24 novembre 2024 | Colina Open, Colina | Terra rossa | María Carlé          | 3-6, 6-4, 6-4 |

### Doppio

#### Vittorie (1)
| N. | Data             | Torneo              | Superficie  | Compagna     | Avversarie in finale                | Punteggio |
| 1. | 23 novembre 2024 | Colina Open, Colina | Terra rossa | Mayar Sherif | Léolia Jeanjean Kristina Mladenovic | w/o       |

#### Sconfitte (4)
| N. | Data           | Torneo                                       | Superficie  | Compagna          | Avversarie in finale             | Punteggio        |
| 1. | 26 luglio 2024 | Polish Open, Varsavia                        | Cemento     | Céline Naef       | Weronika Falkowska Martyna Kubka | 4-6, 6(5)-7      |
| 2. | 10 agosto 2024 | Hamburg European Open, Amburgo               | Terra rossa | Arantxa Rus       | Anna Bondár Kimberley Zimmermann | 7-5, 3-6, [9-11] |
| 3. | 3 gennaio 2025 | Canberra International, Canberra             | Cemento     | Darja Semeņistaja | Jaimee Fourlis Petra Hule        | 5-7, 6-4, [6-10] |
| 4. | 5 aprile 2025  | Open Internacional Femení Solgironès, Bisbal | Terra rossa | Darja Semeņistaja | Magali Kempen Anna Sisková       | 6(1)-7, 1-6      |

## Statistiche ITF

### Singolare

#### Vittorie (11)
| Torneo $100.000 (0) |
| Torneo $80.000 (1)  |
| Torneo $75.000 (0)  |
| Torneo $60.000 (3)  |
| Torneo $50.000 (1)  |
| Torneo $40.000 (0)  |
| Torneo $25.000 (4)  |
| Torneo $15.000 (0)  |
| Torneo $10.000 (2)  |

| N.  | Data             | Torneo                                                 | Superficie      | Avversaria in finale   | Punteggio         |
| 1.  | 4 maggio 2014    | Jolie Ville Golf Women's, Sharm el-Sheikh              | Cemento         | Katie Boulter          | 3–6, 6–4, 6–3     |
| 2.  | 30 novembre 2014 | Jolie Ville Golf Women's, Sharm el-Sheikh              | Cemento         | Anastasija Pribjlova   | 7–6(9), 6–3       |
| 3.  | 20 dicembre 2014 | Ganesh Naik ITF Women's Tennis Tournament, Navi Mumbai | Cemento         | Natela Dzalamidze      | 3–6, 6–1, 6–4     |
| 4.  | 19 giugno 2016   | Braunschweig Women's Open, Braunschweig                | Terra rossa     | Ekaterine Gorgodze     | 6–4, 6–3          |
| 5.  | 30 ottobre 2016  | Liuzhou International Challenger, Liuzhou              | Cemento         | Jang Su-jeong          | 6–3, 6–4          |
| 6.  | 27 maggio 2018   | ITF Women's Circuit – Baotou, Baotou                   | Terra rossa (i) | Xu Shilin              | 6–0, 6–4          |
| 7.  | 14 luglio 2019   | Reinert Open, Versmold                                 | Terra rossa     | Katharina Hobgarski    | 6–0, 7–5          |
| 8.  | 8 settembre 2019 | Changsha Open, Changsha                                | Terra rossa     | Aleksandrina Najdenova | 6-1, 6-1          |
| 9.  | 27 ottobre 2019  | Internationaux Féminins de la Vienne, Poitiers         | Cemento (i)     | Ljudmila Samsonova     | 6-2, 7-6(2)       |
| 10. | 20 novembre 2022 | Sharm ElSheikh Egypt Women's Future, Sharm el-Sheikh   | Cemento         | Tat'jana Prozorova     | 7-6(10), 5-7, 6-1 |
| 11. | 9 giugno 2024    | Kursumlijska Banja Women's, Kuršumlijska Banja         | Terra rossa     | Vivian Wolff           | 6-2, 6-4          |

#### Sconfitte (8)
| Torneo $100.000 (0) |
| Torneo $80.000 (0)  |
| Torneo $75.000 (0)  |
| Torneo $60.000 (0)  |
| Torneo $50.000 (1)  |
| Torneo $40.000 (0)  |
| Torneo $25.000 (4)  |
| Torneo $15.000 (0)  |
| Torneo $10.000 (3)  |

| N. | Data             | Torneo                                    | Superficie  | Avversaria in finale | Punteggio           |
| 1. | 4 maggio 2014    | Jolie Ville Golf Women's, Sharm el-Sheikh | Cemento     | Polina Lejkina       | 2–6, 6–2, 2–6       |
| 2. | 18 maggio 2014   | Jolie Ville Golf Women's, Sharm el-Sheikh | Cemento     | Vojislava Lukić      | 6(5)-7, 7-6(3), 3-6 |
| 3. | 22 febbraio 2015 | Abierto De Morelos, Cuernavaca            | Cemento     | Marcela Zacarías     | 3–6, 2–6            |
| 4. | 6 settembre 2015 | Tennis Organisation Cup, Adalia           | Cemento     | Lou Brouleau         | 1–6, 1–6            |
| 5. | 20 febbraio 2016 | Delhi Open, New Delhi                     | Cemento     | Sabina Sharipova     | 6-3, 2-6, 4-6       |
| 6. | 9 aprile 2016    | Karshi ITF Combined Event, Karshi         | Cemento     | Rebecca Šramková     | 1-6, 3-6            |
| 7. | 29 maggio 2016   | Tianjin Health Industry Park, Tientsin    | Cemento     | Aryna Sabalenka      | 7-5, 3-6, 1-6       |
| 8. | 28 ottobre 2018  | Republican Girls, Istanbul                | Cemento (i) | Raluca Șerban        | 2–6, 5–7            |

### Doppio

#### Vittorie (26)
| Torneo $100.000 (3) |
| Torneo $80.000 (1)  |
| Torneo $75.000 (0)  |
| Torneo $60.000 (5)  |
| Torneo $50.000 (0)  |
| Torneo $40.000 (0)  |
| Torneo $25.000 (8)  |
| Torneo $15.000 (1)  |
| Torneo $10.000 (8)  |

| N.  | Data              | Torneo                                                 | Superficie  | Compagna             | Avversarie in finale                      | Punteggio            |
| 1.  | 15 marzo 2014     | Jolie Ville Golf Women's, Sharm el-Sheikh              | Cemento     | Ana Veselinović      | Dea Herdželaš Natasha Palha               | 6–0, 4–6, [10–6]     |
| 2.  | 3 maggio 2014     | Jolie Ville Golf Women's, Sharm el-Sheikh              | Cemento     | Katie Boulter        | Dong Xiaorong Pia König                   | 6–4, 6–2             |
| 3.  | 11 maggio 2014    | Jolie Ville Golf Women's, Sharm el-Sheikh              | Cemento     | Katie Boulter        | Ekaterina Kljueva Sofija Smagina          | 6–2, 6–3             |
| 4.  | 17 maggio 2014    | Jolie Ville Golf Women's, Sharm el-Sheikh              | Cemento     | Lisa Sabino          | Lucy Brown Polina Leykina                 | 6–3, 4–6, [10–3]     |
| 5.  | 12 settembre 2014 | Vrnjacka Banja Open, Vrnjačka Banja                    | Terra rossa | Dea Herdželaš        | Dar'ja Lodikova Kateryna Sliusar          | 6–3, 6–0             |
| 6.  | 31 ottobre 2014   | ITF Women's Circuit Oslo, Oslo                         | Cemento (i) | Alexa Guarachi       | Maryna Kolb Nadiya Kolb                   | 6–4, 7–6(7)          |
| 7.  | 22 novembre 2014  | Jolie Ville Golf Women's, Sharm el-Sheikh              | Cemento     | Anna Morgina         | Alina Mikheeva Martina Přádová            | 5–7, 6–1, [10–3]     |
| 8.  | 19 dicembre 2014  | Ganesh Naik ITF Women's Tennis Tournament, Navi Mumbai | Cemento     | Despina Papamichail  | Miyabi Inoue Miki Miyamura                | 7–6(5), 6–2          |
| 9.  | 26 dicembre 2014  | LIC ITF Women's Tennis Championships, Pune             | Cemento     | Anna Morgina         | Oksana Kalašnikova Anastasyja Vasyl'eva   | 7–6(7), 6–4          |
| 10. | 5 settembre 2015  | GD Tennis Cup, Adalia                                  | Cemento     | Despina Papamichail  | Cristiana Ferrando Chiara Grimm           | 1–6, 6–1, [10–5]     |
| 11. | 2 ottobre 2015    | Open GDF SUEZ Clermont-Ferrand, Clermont-Ferrand       | Cemento (i) | Anastasija Komardina | Elyne Boeykens Eva Wacanno                | 6–2, 6–1             |
| 12. | 18 dicembre 2015  | Ganesh Naik ITF Women's Tennis Tournament, Navi Mumbai | Cemento     | Anna Morgina         | Polina Leykina Lu Jiajing                 | 6–3, 7–5             |
| 13. | 27 febbraio 2016  | Winter Moscow Open, Mosca                              | Cemento (i) | Anastasija Komardina | Polina Monova Jana Sizikova               | 6(5)–7, 6–1, [12–10] |
| 14. | 24 giugno 2016    | Swedish Ladies Ystad, Ystad                            | Terra rossa | Cornelia Lister      | Dia Evtimova Pia König                    | 6–4, 6–2             |
| 15. | 19 novembre 2016  | Shenzhen Longhua Open, Shenzhen                        | Cemento     | You Xiaodi           | Han Xinyun Zhu Lin                        | 6–4, 7–6(6)          |
| 16. | 17 dicembre 2016  | Al Habtoor Tennis Challenge, Dubai                     | Cemento     | Mandy Minella        | Hsieh Su-wei Valerija Savinych            | 6-3, 3-6, [10-4]     |
| 17. | 23 giugno 2017    | Kültürpark Cup, Smirne                                 | Cemento     | An-Sophie Mestach    | Emma Laine Kotomi Takahata                | 6–4, 7–5             |
| 18. | 21 ottobre 2017   | Suzhou Ladies Open, Suzhou                             | Cemento     | Jacqueline Cako      | Eri Hozumi Miyu Kato                      | 2–6, 7–5, [10–2]     |
| 19. | 11 novembre 2017  | Shenzhen Longhua Open, Shenzhen                        | Cemento     | Jacqueline Cako      | Shūko Aoyama Yang Zhaoxuan                | 6–4, 6–2             |
| 20. | 28 luglio 2018    | Advantage Cars Praga Open, Praga                       | Terra rossa | Cornelia Lister      | Bibiane Schoofs Kimberley Zimmermann      | 6–2, 2–6, [10–8]     |
| 21. | 29 settembre 2018 | BBVA Open Ciudad de Valencia, Valencia                 | Terra rossa | Irina Chromačëva     | Valentini Grammatikopoulou Renata Zarazúa | 6–1, 6–4             |
| 22. | 2 novembre 2018   | Kyotec Open, Pétange                                   | Cemento (i) | Anastasija Pribjlova | Katarzyna Piter Chantal Škamlová          | 2–6, 6–2, [10–8]     |
| 23. | 22 giugno 2019    | Macha Lake Open, Staré Splavy                          | Cemento     | Natela Dzalamidze    | Kyōka Okamura Dejana Radanović            | 6–3, 6–3             |
| 24. | 12 novembre 2022  | Sharm ElSheikh Egypt Women's Future, Sharm el-Sheikh   | Cemento     | Arantxa Rus          | Magali Kempen Lu Jiajing                  | 7-6(1), 6-2          |
| 25. | 18 maggio 2024    | Kursumlijska Banja Women's, Kuršumlijska Banja         | Terra rossa | Natalija Senić       | Daria Kuczer Vicky Van De Peer            | 7-5, 7-5             |
| 26. | 15 marzo 2025     | Intaro Elite Cup, Târgu Mureș                          | Cemento (i) | Camilla Rosatello    | Madeleine Brooks Justina Mikulskytė       | 7-6(1), 6-2          |

#### Sconfitte (10)
| Torneo $100.000 (2) |
| Torneo $80.000 (0)  |
| Torneo $75.000 (0)  |
| Torneo $60.000 (2)  |
| Torneo $50.000 (0)  |
| Torneo $40.000 (0)  |
| Torneo $25.000 (5)  |
| Torneo $15.000 (0)  |
| Torneo $10.000 (1)  |

| N.  | Data              | Torneo                                                          | Superficie  | Compagna            | Avversarie in finale                  | Punteggio           |
| 1.  | 7 settembre 2014  | Zvezdara Open, Belgrado                                         | Terra rossa | Nina Alibalić       | Natalija Kostić Isabella Šinikova     | 1-6, 2-6            |
| 2.  | 28 febbraio 2015  | Del Mar Financial Partners Inc. Open, Rancho Santa Fe           | Cemento     | İpek Soylu          | Samantha Crawford Asia Muhammad       | 0-6, 3-6            |
| 3.  | 13 giugno 2016    | Braunschweig Women's Open, Braunschweig                         | Terra rossa | Anita Husarić       | Katharina Gerlach Katharina Hobgarski | 4-6, 3-6            |
| 4.  | 17 settembre 2016 | Open GDF SUEZ de Biarritz, Biarritz                             | Terra rossa | Cornelia Lister     | Irina Chromačëva Maryna Zanevs'ka     | 6-4, 5-7, [8-10]    |
| 5.  | 15 luglio 2017    | Sport11 Ladies Open, Budapest                                   | Terra rossa | Aleksandra Krunić   | Mariana Duque Mariño María Irigoyen   | 6(3)–7, 5–7         |
| 6.  | 15 aprile 2018    | Obidos Ladies Open, Óbidos                                      | Sintetico   | An-Sophie Mestach   | Sarah Beth Grey Olivia Nicholls       | 6–4, 6(4)-7, [6-10] |
| 7.  | 15 giugno 2018    | Hódmezővásárhely Ladies Open, Hódmezővásárhely                  | Terra rossa | Danka Kovinić       | Réka Luca Jani Nadia Podoroska        | 4–6, 4–6            |
| 8.  | 15 luglio 2018    | Reinert Open, Versmold                                          | Terra rossa | Olga Danilović      | Pemra Özgen Despina Papamichail       | 6-1, 2-6, [4-10]    |
| 9.  | 26 ottobre 2018   | Republican Girls, Istanbul                                      | Cemento (i) | Tereza Mrdeža       | Ekaterina Kazionova Polina Monova     | 3–6, 7–6(5), [6–10] |
| 10. | 12 maggio 2019    | Torneo Internacional de Tenis Femenino Ciudad de Monzón, Monzón | Cemento     | Despina Papamichail | Jana Fett Dalma Gálfi                 | 6(2)-7, 2-6         |